# کنیچی یاماموتو
کنیچی یاماموتو (انگلیسی: Kenichi Yamamoto؛ زادهٔ ۱۱ ژوئن ۱۹۷۶) کشتی‌گیر کشتی حرفه‌ای، ورزشکار هنرهای رزمی ترکیبی و کاراته‌کا اهل ژاپن است.